# Charles Dvorak
Pour les articles homonymes, voir Dvorak.
Charles Dvorak, né le 27 novembre 1878 à Chicago et mort le 18 décembre 1969, est un ancien athlète américain.

## Jeux olympiques
- Jeux olympiques d'été de 1904 à Saint-Louis  États-Unis:
  -  Médaille d'or en Saut à la perche.